# 死の接吻 (1991年の映画)
『死の接吻』（しのせっぷん、A Kiss Before Dying）は、1991年のアメリカ合衆国の犯罪映画。
監督はジェームズ・ディアデン、出演はマット・ディロンとショーン・ヤングなど。
大富豪の財産を乗っ取ろうと双子の姉妹に接近する青年を描いている。
1956年の映画『赤い崖』に続く、アイラ・レヴィンの同名長編ミステリー小説の2度目の映画化作品である。

## ストーリー
幼い頃から大富豪カールソン家の財産を狙っていた野心家の青年ジョナサンは、結婚を約束していたカールソン家の娘ドロシーを自殺に見せかけて殺す。しかし、ドロシーの自殺に疑いを抱いた双子の姉エレンが真相を調べ始める。

## キャスト
- ジョナサン・コーリス: マット・ディロン - 野心家の青年。
- ドロシー/エレン・カールソン: ショーン・ヤング - 大富豪カールソン家の双子の娘。
- コーリス夫人: ダイアン・ラッド - ジョナサンの母親。
- ソール・カールソン: マックス・フォン・シドー - ドロシーとエレンの父親。

### 日本語吹替
| 役名                        | VHS版      | テレビ朝日版 |
| --------------------------- | ---------- | ------------ |
| ジョナサン・コーリス        | 池田秀一   | 堀内賢雄     |
| ドロシー/エレン・カールソン | 勝生真沙子 | 勝生真沙子   |
| コーリス夫人                | 谷育子     | 竹口安芸子   |
| ソール・カールソン          | 大木民夫   | 内田稔       |

テレビ朝日版：初回放送1995年3月5日『日曜洋画劇場』

## 作品の評価

### 映画批評家によるレビュー
Rotten Tomatoesによれば、13件の評論のうち高評価は31%にあたる4件で、平均点は10点満点中4点となっている。
Metacriticによれば、26件の評論のうち、高評価は4件、賛否混在は7件、低評価は15件で、平均点は100点満点中40点となっている。

### 受賞歴
第12回ゴールデンラズベリー賞でショーン・ヤングが双子役のそれぞれで最低主演女優賞と最低助演女優賞を受賞。